# Haemonchus placei
Haemonchus placei es una especie de nemátodo parásito de los bovinos de regiones templadas y subtropicales. En estado adulto vive en el abomaso, alimentándose de la sangre de los animales hospedadores, a los cuales les ocasiona anemia y diarrea. Fue hallado por primera vez en Australia (1893) por F. E. Place, describiéndose tres subespecies: Haemonchus placei placei, H. placei africanus y H. placei argentinensis. H. placei comparte nicho con otros nematodos trichostrongylidos. Las hembras poseen un polimorfismo en la cutícula de la región vulvar asociado a diferencias geográficas y climáticas.